# Siproeta stelenes
Siproeta stelenes là một loài bướm giáp.
Loài bướm này được tìm thấy trên khắp Trung và miền bắc Nam Mỹ, nơi mà chúng là một trong những loài bướm phổ biến nhất. Phạm vi phân bố của loài bướm này kéo dài xa về phía bắc miền nam Texas và mũi Florida, Cuba là phân loài S. s. insularis (Hà Lan, 1916), và S. s. biplagiata, và phía nam Brazil.
Bướm trưởng thành ăn mật hoa hoa, trái cây chín nẫu, xác động vật, và phân dơi. Con cái đẻ trứng trên lá cây trồng mới trong họ Acanthaceae, đặc biệt là Ruellia. Ấu trùng có sừng, có nhiều gai, sâu bướm đen với những mảng màu đỏ.